# هوانگ این سان (بازیکن فوتبال)
هوانگ این سان (انگلیسی: Hwang In-sun؛ زادهٔ ۲ فوریهٔ ۱۹۷۶) بازیکن فوتبال است.
وی همچنین در تیم ملی فوتبال زنان کره جنوبی بازی کرده‌است.